# 日本新石蟹
日本新石蟹（学名：Neolithodes nipponensis）为石蟹科新石蟹屬下的一个种。